# 安妮女王战争
安妮女王战争（英語：Queen Anne's War），是西班牙王位继承战争在北美地区的延伸，也是北美殖民地战争中的第二次战争，交战双方是法国和英格蘭，也就是後來的英国，目的是为了争夺北美大陆的控制权。西班牙王位继承战争主要戰場在欧洲。北美戰區除了两个主要的交战國外，許多美洲原住民部落也分别与法国或英国结盟，而西班牙則與法國合作。它也被称为第三次印第安战争，而法國人則稱之為第二次洲際戰爭。

## 战争概括
战争于 1701 年爆发，主要是法国、西班牙和英国殖民者之间为控制北美大陆而发生的冲突，而西班牙王位继承战争正在欧洲进行。每一方都与各种当地土著结盟。战争的具体情况大概分四部分：
1. 在南部，西属佛罗里达和英属卡罗来纳省相互攻击，英国殖民者与以路易斯安那州路易斯堡（今阿拉巴马州莫比尔附近）为基地的法国殖民者交战，双方都有土著部落结盟。南部战争并未导致重大领土变化，但导致西班牙佛罗里达州和乔治亚州南部部分地区的土著人口严重减少，并破坏了西班牙在佛罗里达州的传教士体系。
2. 在新英格兰，英国殖民者和原住民盟友与法国殖民者及其原住民军队作战，尤其是在阿卡迪亚和与加拿大未定的边境地区。魁北克市多次成为英国殖民探险的目标，英国人于 1710 年占领了阿卡迪亚首都皇家港。法国殖民者和瓦巴纳基联盟试图阻止英国向阿卡迪亚扩张，新法兰西将阿卡迪亚的边界定义为现在缅因州南部的肯纳贝克河。他们在马萨诸塞湾省（包括缅因州），最著名的是1704 年对迪尔菲尔德的突袭和 1707 年对格罗顿的突袭，两次都将大量俘虏带到蒙特利尔和卡纳瓦克（莫霍克族传教村）以索取赎金或被莫霍克族家庭收养。
3. 在纽芬兰，以圣约翰为基地的英国殖民者与普莱桑斯的法国殖民者对该岛的控制权存在争议。大多数冲突包括对定居点的经济掠夺。法国殖民者于 1709 年成功占领了圣约翰斯，但在法国人放弃此地后，英国殖民者很快又重新占领了它。
4. 驻扎在阿卡迪亚和普拉森提亚的法国私掠船从新英格兰的渔业和航运业捕获了许多船只。私掠船将 102 艘战利品带入普拉森提亚，在法国的美洲殖民地中仅次于马提尼克岛。海军冲突以英国占领阿卡迪亚（新斯科舍省）而告终。

在1712 年实现初步和平之后，乌得勒支条约于 1713 年结束了战争。法国将哈德逊湾、阿卡迪亚和纽芬兰的领土割让给英国，同时保留布雷顿角岛和圣劳伦斯湾的其他岛屿。条约中的一些条款含糊不清，没有包括各种原住民社区的关切，从而为未来的冲突埋下了伏笔。